# Macroxenus enghoffi
Macroxenus enghoffi är en mångfotingart som beskrevs av Nguyen Duy-Jacquemin 1996. Macroxenus enghoffi ingår i släktet Macroxenus och familjen penseldubbelfotingar. Inga underarter finns listade i Catalogue of Life.